# Andrea Abodi
Andrea Abodi (Roma, 7 marzo 1960) è un politico, dirigente sportivo e dirigente d'azienda italiano, dal 22 ottobre 2022 è ministro per lo sport e i giovani nel governo Meloni.

## Biografia

### La formazione
Si laurea alla LUISS in Economia e Commercio, si specializza nella gestione industriale dello sport e nello sviluppo di attività di sport marketing.
Iscritto all'elenco dei pubblicisti dell'Ordine dei giornalisti del Lazio dal 1986.

### Carriera manageriale
Ha iniziato la carriera manageriale nel 1987, ricoprendo fino al 1994 il ruolo di direttore marketing della filiale italiana della multinazionale statunitense IMG - International Management Group, leader nell'organizzazione e nella gestione degli eventi, dei diritti e dei talenti sportivi.
Dal 1990 al 1994 è stato anche responsabile per l'Italia della TWI - Trans World International (oggi IMG Media), società che opera nella produzione e distribuzione internazionale di contenuti audiovisivi sportivi e culturali.
Nel 1994 è stato co-fondatore di Media Partners Group, multinazionale a matrice italiana leader nel settore della sport Industry, poi acquisita dal gruppo Infront, nella quale ha ricoperto fino al 2002 il ruolo di vicepresidente esecutivo.
Tra il 2003 e il 2006 ha ricoperto il ruolo di Presidente dell’Azienda Strade Lazio S.p.A. e dell'Arcea Lazio S.p.A., aziende operanti nel settore delle infrastrutture stradali e autostradali.

### La carriera dirigenziale nel mondo sportivo
Dal 2002 al 2008 è stato consigliere di amministrazione per CONI Servizi spa.
Nel 2009 ha guidato, in qualità di vicepresidente esecutivo e direttore generale, il Comitato Organizzatore della fase finale dei Campionati mondiali di baseball; ha quindi coordinato le attività del marketing per la candidatura di Roma ai Giochi olimpici e paralimpici estivi del 2004, partecipando anche alle attività del Comitato promotore di quelli del 2020.
È vicepresidente della Fondazione Giovanni Paolo II per lo sport, della Fondazione Giulio Onesti e dell'Associazione Culturale Mecenate 90, nonché Consigliere dell'Istituto della Enciclopedia Italiana fondata da Giovanni Treccani e di Special Olympics Italia.
Con decreto del 26 ottobre 2021 del Ministro del Turismo è stato designato componente del Comitato permanente di promozione del turismo in Italia. Inoltre, con decreto del 26 gennaio 2022 è stato nominato dal Ministro del turismo componente dell'Osservatorio nazionale del turismo per la durata di tre anni. Nello stesso periodo è stato membro Comitato di gestione fondi speciali nonché Consigliere dell'Associazione bancaria italiana, in cui è entrato per il mandato 2020-2022 prima di essere rinnovato per un altro incarico biennale.

### L'esperienza nel mondo del calcio
È stato presidente della Lega Nazionale Professionisti Serie B e consigliere federale FIGC dal 20 luglio 2010 al 6 marzo 2017.
Nel 2012 ha vinto lo Sport Business Academy Award, riconoscimento della SDA Bocconi School of Management.
Nel 2013 ha promosso la nascita di B Futura (della quale è stato Presidente fino al 2017), società di scopo della Lega B dedicata allo sviluppo infrastrutturale, che in pochi anni ha dato vita a otto progetti di nuovi stadi, oltre ad aver sottoscritto con Invimit Sgr (società il cui capitale è interamente detenuto dal MEF) e l'Istituto per il credito sportivo un protocollo operativo per la creazione di fondi dedicati allo sviluppo dell’impiantistica sportiva nell’ambito di progetti di riqualificazione e rigenerazione urbana.
Nel 2014 ha promosso la nascita del Trust B Solidale Onlus, una piattaforma di responsabilità sociale attraverso la quale la Lega B e le 22 Società associate hanno sviluppato centinaia di iniziative volte a riaffermare la centralità dei temi etici e sociali in ambito sportivo.

### La presidenza dell'Istituto per il Credito Sportivo
Il 16 ottobre 2017, con decreto della Presidenza del Consiglio dei ministri, è stato nominato Presidente dell'Istituto per il credito sportivo, banca sociale per lo sviluppo sostenibile dello Sport e della Cultura e, conseguentemente, Presidente del Comitato di gestione fondi speciali, organismo in gestione separata all'Istituto, che amministra per conto dello Stato il fondo di garanzia e il fondo contributi interessi per lo sviluppo delle infrastrutture sportive, nonché il fondo cultura, con i comparti di garanzia e contributi in conto interessi, per gli interventi di salvaguardia e valorizzazione del patrimonio culturale.

### Ministro per lo sport e i giovani
Il 22 ottobre 2022 è stato nominato ministro per lo sport e i giovani del governo Meloni.